# Yeşilova, Mersin
Yeşilova là một xã thuộc thành phố Mersin, tỉnh Mersin, Thổ Nhĩ Kỳ. Dân số thời điểm năm 2011 là 236 người.